# كاثرين فرانك
كاثرين فرانك (بالإنجليزية: Katherine Frank)‏ هي كاتِبة أمريكية، ولدت في 1968.